# Chính quyền khu vực Krym
"Chính phủ khu vực Krym" (tiếng Nga: Крымское краевое правительство Krymskoe kraevoe pravitel'stvo) đề cập đến hai chế độ tồn tại ngắn liên tiếp trong Bán đảo Krym trong thời gian 1918 và 1919.

## Lịch sử
Sau Cách mạng Tháng Mười ở Nga năm 1917, chính phủ Tatar tuyên bố thành lập Cộng hòa Nhân dân Krym. Nước cộng hòa này đã sớm bị chiếm đóng bởi Bolshevik vào đầu năm 1918 và thành lập nên Cộng hòa xã hội chủ nghĩa Xô viết Taurida, sau đó bởi các lực lượng của Cộng hòa Nhân dân Ukraina với một quân đội hỗ trợ từ Đế quốc Đức trong Krym bị tấn công vào cuối tháng 4 năm 1918.
Chính phủ khu vực Krym đầu tiên được thành lập vào ngày 25 tháng 6 năm 1918 và được thành lập dưới sự bảo hộ của Đức với Lipka Tatar, tướng Maciej (Suleyman) Sulkiewicz làm thủ tướng, bộ trưởng bộ nội vụ và quân sự. Có những nỗ lực của Ukraina để kiểm soát Krym, nhưng với sự hỗ trợ của Đức, chính quyền khu vực vẫn tách biệt với Ukraina mặc dù vào tháng 9 và tháng 10, đã có các cuộc đàm phán để thực hiện liên minh hai bên.
Sau khi quân đội Đức rút khỏi Krym, người không ưa chuộng Sulkiewicz sụp đổ từ ngày 25 tháng 11 năm 1918 và được kế tục bởi Crimean Karaite chính trị gia và cựu thành viên Kadet Solomon Krym. Chế độ tự do, chống Bolshevik này bao gồm cựu thành viên  Kadet Maxim Vinaver với tư cách là bộ trưởng ngoại giao và Vladimir D. Nabokov làm bộ trưởng tư pháp. Vào cuối tháng 11 năm 1918, quân đội của Đồng minh trong Thế chiến I, chủ yếu là người Pháp và Hy Lạp, đổ bộ vào Krym nhưng họ đã rút vào tháng 4 năm 1919, sau khi mất thành phố Odessa.
Chính phủ Krym cũng gọi là 'Chính phủ biên giới Krym, bắt đầu sụp đổ vào đầu năm 1919 do căng thẳng với Quân đội tình nguyện Bạch vệ Nga dưới Anton Denikin nghi ngờ sự trung thành của các nhân vật chính. Sự sụp đổ của các cường quốc trung ương trong Thế chiến I và sự rút lui của quân Đồng minh đã khiến Krym một lần nữa hoàn toàn phụ thuộc vào Nga.
Vào ngày 2 tháng 4 năm 1919, Hồng quân Liên Xô chiếm Simferopol và Chính quyền khu vực Krym thứ hai bị giải tán. Cộng hòa Xã hội chủ nghĩa Krym sau đó được thành lập và bị quân Bạch vệ chiếm lại vào tháng 6 năm 1919. Người da trắng dưới thời Denikin và sau đó Pyotr Wrangel đã tổ chức Krym cho đến tháng 11 năm 1920.

## Xem thêm

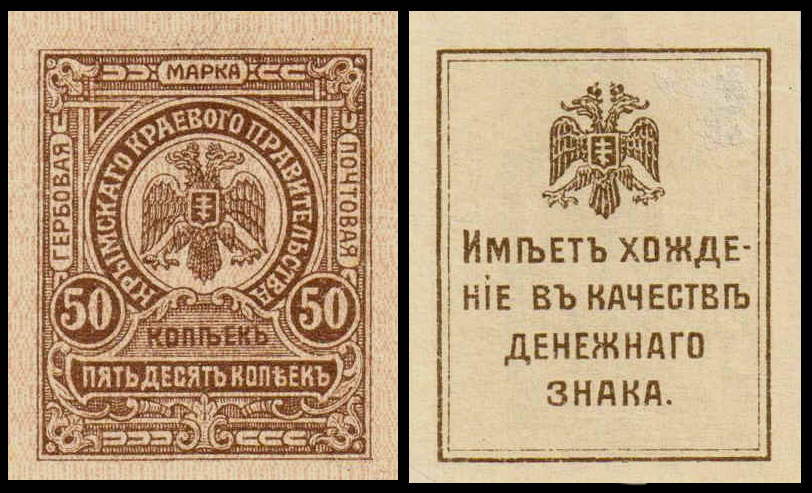
Tem bưu chính của chính quyền khu vực Krym, 1919